# Rhabdotophyllum acutipenne
Rhabdotophyllum acutipenne är en insektsart som beskrevs av Max Beier 1960. Rhabdotophyllum acutipenne ingår i släktet Rhabdotophyllum och familjen vårtbitare. Inga underarter finns listade i Catalogue of Life.